# Canton d'Hasparren
Le canton d'Hasparren est une ancienne division administrative française, située dans le département des Pyrénées-Atlantiques et la région Aquitaine.

## Composition
Le canton regroupe 7 communes séparées en deux parties exclavées, la plus grande à l'ouest comprenant :
- Bonloc
- Hasparren
- Macaye
- Mendionde

et dans l'exclave orientale :
- Méharin
- Saint-Esteben
- Saint-Martin-d'Arberoue.

## Histoire
- En 1790, le canton d'Hasparren comprenait les communes de Briscous, Hasparren et Urt, et dépendait du district d'Ustaritz[1].

Macaye, de son côté, fut le chef-lieu d'un canton comprenant les communes de Macaye, Mendionde et Louhossoa, et dépendait également du district d'Ustaritz.

Enfin, Saint-Martin-d'Arberoue fut le chef-lieu d'un canton composé des communes de Méharin, Saint-Esteben, Saint-Martin-d'Arberoue, d'Ayherre et d'Isturits, dépendant du district de Saint-Palais.
- De 1833 à 1848, les cantons d'Espelette et d'Hasparren avaient le même conseiller général. Le nombre de conseillers généraux était limité à 30 par département[2].

## Représentation

### Conseillers généraux de 1833 à 2015
| Période             | Identité                               | Parti                    | Qualité |
| ------------------- | -------------------------------------- | ------------------------ | --- |
| 1833-1845 (décès)   | Pierre Daguerre-Mongabure              | Majorité ministérielle   | Négociant à Bayonne                                                                                         |
| 8 février 1846-1863 | Dominique Harriague                    |                          | Médecin, juge de paix, propriétaire Maire d'Hasparren (1855-1859 et 1865-1870), conseiller d'arrondissement |
| 1863-1871           | Jean-Charles Petit                     |                          | Ancien Premier avocat général à la Cour d'Orléans                                                           |
| 1871-1892           | Baron Victor Armand d'Urtubie de Garro | Droite                   | Maire de Mendionde                                                                                          |
| 1892-1905 (décès)   | Morrochco Harriague-Saint-Martin       | Républicain Progressiste | Propriétaire rentier Maire d'Hasparren (1890-1904) Député (1893-1905)                                       |
| 1905-1919           | Emile Larraïdy (1851-1929)             |                          | Médecin à Hasparren                                                                                         |
| 1919-1920 (décès)   | Pierre Martin Broussain                |                          | Médecin, ancien maire d'Hasparren (1905-1919) Membre fondateur de l'Académie Basque de Bilbao               |
| 1920-1940           | Jean Lissar                            | FR-URD                   | Maire d'Hasparren Député (1928-1935) Sénateur (1934-1943) Nommé conseiller départemental en 1943            |
|                     |                                        |                          | |
| 1945-1963 (décès)   | Louis Madré                            | MRP puis DVD             | Maire d'Hasparren (1944-1945)                                                                               |
| 1963-1973           | Laurent Darraïdou                      | CD                       | Médecin à Hasparren                                                                                         |
| 1973-2004           | Jacques (Jacky) Coumet (1936-2013)     | DVD puis RPR             | Principal clerc de notaire Maire d'Hasparren (1995-2008) Député-suppléant de Jean Lassalle                  |
| 2004-2015           | Beñat Inchauspé                        | DVD puis NC-UDI          | Cadre de la fonction publique territoriale, Maire d'Hasparren (2008-2020)                                   |

### Conseillers d'arrondissement (de 1833 à 1940)
| Période                                  | Période      | Identité            | Étiquette      | Qualité |
| ---------------------------------------- | ------------ | ------------------- | -------------- | --- |
| 1833                                     | 1846         | Dominique Harriague |                | Médecin, propriétaire, ancien maire d'Hasparren (1817-1832)                                                 |
| 1846                                     | 1848         | Jean Dainciart      |                | Maire d'Hasparren (1833-1847)                                                                               |
| 1848                                     | 1852         | Henri de Belzunce   |                | Ancien maire de Méharin (1841-1847)                                                                         |
|                                          |              |                     |                | |
| 1883                                     | 1893 (décès) | Laurent Larramendy  | Gouvernemental | Maire d'Hasparren (1882-1889)                                                                               |
|                                          |              |                     |                | |
| 1925                                     | 1940         | Louis Larramendy    | URD            | Expert-géomètre à Hasparren                                                                                 |
| 1940                                     |              |                     |                | Les conseils d'arrondissement ont été suspendus par la loi du 12 octobre 1940 et n'ont jamais été réactivés |
| Les données manquantes sont à compléter. |              |                     |                | |

## Démographie
| 1962  | 1968  | 1975  | 1982  | 1990  | 1999  | 2006  | 2011  | 2012  |
| ----- | ----- | ----- | ----- | ----- | ----- | ----- | ----- | ----- |
| 7 822 | 7 593 | 7 523 | 7 695 | 7 800 | 7 922 | 8 334 | 8 909 | 8 944 |